# Michel Barnier

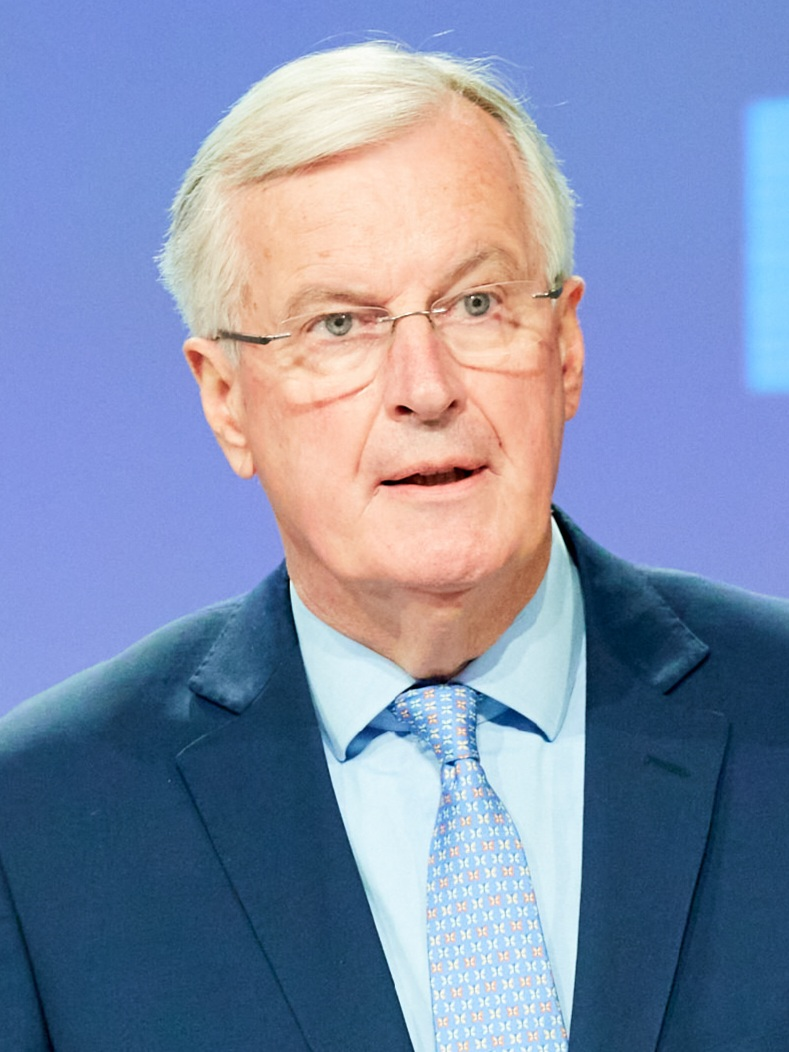
Michel Barnier (2020)

Michel Jean Barnier (* 9. Januar 1951 in La Tronche, Département Isère) ist ein französischer Politiker (Les Républicains). Von September bis Dezember 2024 war er Premierminister Frankreichs; Anfang Dezember 2024 verlor er ein Misstrauensvotum und trat von seinem Amt zurück. Zuvor war Barnier von 1999 bis 2004 EU-Kommissar für Regionalpolitik und von 2010 bis 2014 Kommissar für Binnenmarkt und Dienstleistungen. Von 2004 bis 2005 war er französischer Außenminister, von 2007 bis 2009 Landwirtschaftsminister. Von Oktober 2016 bis März 2021 war Barnier der Beauftragte der EU-Kommission für die Verhandlungen zum EU-Austritt des Vereinigten Königreichs.

## Ausbildung und Familie
Michel Barnier stammt aus der Gegend von Albertville in Savoyen. Er ist der jüngste der drei Söhne des Industriellen Jean Barnier und Denise Durand.
Nach dem Schulbesuch am Lycée Jean-Moulin in Albertville und am Lycée du Parc in Lyon absolvierte Michel Barnier sein Wirtschaftstudium an der École supérieure de commerce de Paris (ESCP Business School), die er 1972 abschloss. Ein Kommilitone im selben Jahrgang war Jean-Pierre Raffarin. Barnier studierte dabei auch am Institut für politische Studien in Paris. Während seines Studiums in Paris war er Mitglied der Olivaint-Konferenz, einer der ältesten Jugendverbände Frankreichs, die junge Menschen für das öffentliche Leben ausbilden. Barnier ist einer der wenigen französischen Spitzenpolitiker seiner Generation, die nicht Absolventen der École nationale d’administration (ENA) sind.
Am 14. Januar 1982 heiratete er die Rechtsanwältin Isabelle Altmayer. Aus der Ehe gingen drei Kinder hervor. Der älteste Sohn, Nicolas Barnier (* 1986), engagiert sich wie sein Vater in der Politik.

## Politische Karriere
Barnier engagierte sich in der Jugendorganisation der gaullistischen UDR und machte nach seinem Studium schnell politische Karriere. Von 1973 bis 1978 arbeitete er im Stab verschiedener Minister; mit 22 Jahren wurde er 1973 Mitglied des Generalrats im Département Savoie, dessen Präsident er von 1982 bis 1999 war. In dieser Funktion war er, zusammen mit dem ehemaligen Skirennläufer Jean-Claude Killy, Präsident des Organisationskomitees für die Olympischen Winterspiele 1992 in Albertville.

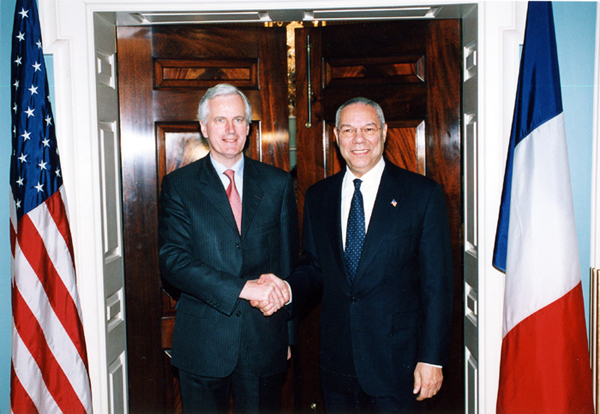
Barnier (links) mit US-Außenminister Colin Powell (2004)

Mit 27 Jahren zog er 1978 für das neogaullistische RPR (Nachfolgepartei der UDR) in die französische Nationalversammlung ein und wurde damit deren jüngster Abgeordneter. Innerhalb der französischen Konservativen galt der profilierte Europa-Spezialist Barnier stets als Befürworter der europäischen Integration. In den Kampagnen vor dem Referendum von 1992 über die Annahme des Vertrags von Maastricht war er auf der Seite der Befürworter und bedauerte die Spaltung der Neogaullisten in dieser Frage. In der Regierung Édouard Balladurs war Barnier von 1993 bis zu Balladurs Ablösung 1995 Umweltminister, danach wurde ihm im Kabinett Alain Juppés das Amt des dem Außenminister unterstellten Europaministers übertragen. Als solcher war er entscheidend an den Verhandlungen zum Vertrag von Amsterdam beteiligt.
Nach der Abwahl der konservativen Regierung wurde Barnier 1997 für das Département Savoie in den Senat gewählt und leitete dort bis 1999 dessen Europa-Ausschuss. 1999 wurde er von Frankreich als Mitglied der Europäischen Kommission nominiert und übernahm unter Kommissionspräsident Romano Prodi das Ressort für Regionalpolitik und institutionelle Reformen. In seiner Zeit als EU-Kommissar war er unter anderem Vertreter der Kommission im Europäischen Konvent, dessen Aufgabe die Ausarbeitung des Vertrags über eine Verfassung für Europa war.
Anlässlich der Wiederwahl Jacques Chiracs als Staatspräsident ging das RPR 2002 in der Mitte-rechts-Sammelpartei Union pour un mouvement populaire (UMP) auf, der Barnier anschließend angehörte. Nach einer Kabinettsumbildung Jean-Pierre Raffarins wurde Barnier am 31. März 2004 Nachfolger Dominique de Villepins im Amt des Außenministers. Als französischer EU-Kommissar wurde dafür sein Parteikollege Jacques Barrot nachnominiert. Barnier gilt als enger Freund des damaligen Premierministers Raffarin, den er bereits seit dem gemeinsamen Studium an der ESCP kannte. Auch zum Staatspräsidenten Chirac hielt er – trotz dessen zeitweiligem Euroskeptizismus – stets ein gutes Verhältnis aufrecht. Das Amt des Außenministers bekleidete Barnier bis zum 2. Juni 2005, als er bei der Regierungsbildung des neuen Premierministers de Villepin nicht mehr berücksichtigt wurde. Kommentatoren vermuteten einen Zusammenhang mit dem gescheiterten Referendum über die EU-Verfassung.

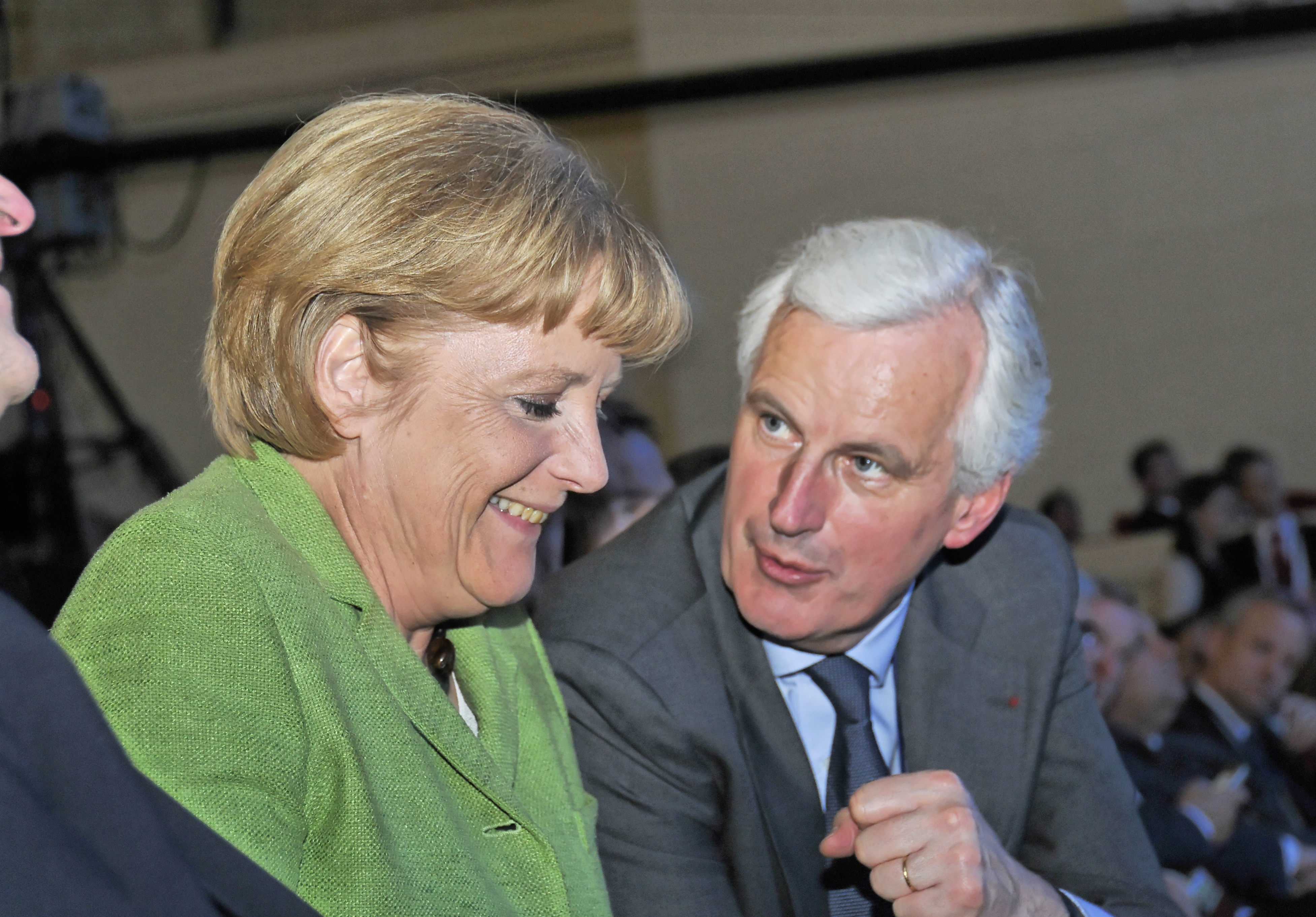
Barnier mit Angela Merkel auf dem EVP-Kongress 2009

Als Sonderberater des EU-Kommissionspräsidenten José Manuel Barroso war Barnier 2006 für die Vorlage eines Berichts verantwortlich, in dem die Schaffung einer europäischen Katastrophenschutztruppe („Europe Aid“) vorgeschlagen wurde. Im März 2006 wurde er zu einem der Vizepräsidenten der Europäischen Volkspartei, des europaweiten Zusammenschlusses konservativer und christdemokratischer Parteien, gewählt.
Nach der Wahl von Nicolas Sarkozy zum Präsidenten und der Ernennung von François Fillon zum Premierminister wurde Barnier im Juni 2007 wieder in die Regierung berufen und fungierte bis Juni 2009 als Minister für Landwirtschaft und Fischerei. Bei der Europawahl 2009 zog Barnier als Listenführer der UMP für die Île-de-France ins Europäische Parlament ein. Dort war er Vorstandsmitglied der christdemokratischen EVP-Fraktion, Mitglied im Ausschuss für konstitutionelle Fragen und Delegierter für die Beziehungen zu den Ländern Südasiens.
Die Regierung Fillon nominierte Barnier im Herbst 2009 erneut als französischen Vertreter in die EU-Kommission. In der Kommission Barroso II übernahm er zum 10. Februar 2010 das Amt des Kommissars für Binnenmarkt und Dienstleistungen. Damit erhielt er in der europäischen Finanz- und Wirtschaftskrise ein Schlüsselressort, in dem unter anderem die Zuständigkeiten für die Aufsicht über Finanzdienstleister sowie den Abbau von Markthindernissen angesiedelt sind. Anlässlich des Weltverbrauchertages 2011 am 15. März 2011 kündigte Binnenmarktkommissar Barnier u. a. die Schaffung eines europäischen Grundrechts auf ein Basisgirokonto und striktere Regeln für den Verbraucherschutz bei Hypothekendarlehen an. Ab dem 1. Juli 2014 und dem Wechsel von Viviane Reding und Antonio Tajani in das EU-Parlament war Barnier auch Vizepräsident der Kommission. Mit dem Amtsantritt der Kommission Juncker am 1. November 2014 schied Barnier aus dem Amt des EU-Kommissars.
Der neue Kommissionspräsident Jean-Claude Juncker ernannte Barnier am 17. Februar 2015 zum Sonderberater der EU-Kommission für europäische Verteidigungs- und Sicherheitspolitik, diese Aufgabe erledigte Barnier ehrenamtlich. Nachdem Didier Seeuws im Juni 2016 zum Chefunterhändler der EU-Mitgliedstaaten bei den Austrittsverhandlungen mit dem Vereinigten Königreich ernannt worden war, wurde Barnier im Juli 2016 zum Chefunterhändler der EU-Kommission für den Brexit ernannt, und war somit vom 1. Oktober 2016 bis zum 31. März 2021 der Beauftragte der EU-Kommission für die Verhandlungen zum EU-Austritt des Vereinigten Königreichs.
Barnier bewarb sich im Vorfeld der französischen Präsidentschaftswahl 2022 um die Kandidatur der Républicains. Bei der parteiinternen Urwahl erreichte er mit 23,9 Prozent den dritten Platz.

### Premierminister Frankreichs
Fast zwei Monate nach der Parlamentswahl 2024 wurde Barnier am 5. September 2024 von Staatspräsident Emmanuel Macron zum Premierminister ernannt und wurde beauftragt, eine Regierung zu bilden. Am 21. September stellte Barnier sein Kabinett vor. Am 4. Oktober 2024 stellte das linke Wahlbündnis Nouveau Front populaire (NFP) den ersten Misstrauensantrag gegen Barnier und dessen Kabinett; er wurde eingereicht von 192 Abgeordneten des NFP, mit Ausnahme des neukaledonischen Abgeordneten Emmanuel Tjibaou. Bei der Abstimmung stimmten 197 Abgeordnete für den Antrag; nötig für eine Abwahl wären aber mehr als 289 Stimmen gewesen.
Um die seit Jahren schnell anwachsende Staatsverschuldung Frankreichs und das Haushaltsdefizit in den Griff zu bekommen, legte Barnier einen Haushaltsentwurf vor, der das Haushaltsdefizit durch Ausgabenkürzungen und Steuererhöhungen um 60 Milliarden Euro verringern sollte. Im Vorfeld hatte der Premierminister versucht, seinen Kritikern aus dem linken und dem rechten Oppositionslager entgegenzukommen und den Haushaltsentwurf entsprechend modifiziert. Dazu gehörten die Rücknahme einer zuvor geplanten Erhöhung der Stromsteuer sowie von Plänen für geringere Erstattungen für verschreibungspflichtige Medikamente. 
Als abzusehen war, dass Barnier für seinen Haushaltsentwurf keine Mehrheit in der Nationalversammlung erhalten würde, machte Barnier von der in Artikel 49.3 der französischen Verfassung gegebenen Möglichkeit Gebrauch, das Budget per Präsidialdekret zu verabschieden. Dies wurde im linken und im rechten Oppositionslager kritisiert. La France insoumise (LFI) und Rassemblement National (RF) erklärten Anfang Dezember 2024, einen Misstrauensantrag gegen die Regierung stellen zu wollen. Im Falle einer Abstimmungsniederlage wäre auch das Budget der Regierung hinfällig.
Bei der Abstimmung in der Nationalversammlung am 4. Dezember 2024 stimmten 331 Abgeordnete von 574 dafür, Barnier und seiner Regierung das Misstrauen auszusprechen. Barnier war damit der erste französische Premierminister seit 1962, der durch ein Misstrauensvotum gestürzt wurde. Er reichte am 5. Dezember seinen Rücktritt ein und blieb bis zur Ernennung seines Nachfolgers François Bayrou am 13. Dezember geschäftsführend im Amt.

## Lobbyismus
Von Februar 2006 bis Mai 2007 war Barnier Vizepräsident des Medizinproduktekonzerns Mérieux Alliance mit dem Zuständigkeitsbereich internationale Beziehungen.
Anfang 2013 geriet Barnier als Lobbyist französischer Wasseranbieter in die Kritik, als er die Verabschiedung einer EU-Richtlinie zur Liberalisierung der Wasserversorgung verfolgte. Nach erheblichen internationalen Widerständen und dem Erfolg der Europäischen Bürgerinitiative Wasser ist ein Menschenrecht! zog er die Richtlinie im März 2013 zurück.

## Ehrungen
- Officier de la Légion d’Honneur

## Schriften (Auswahl)
- Le défi écologique. Chacun pour tous. Hachette, Paris 1991. ISBN 2-01-018217-0 (französisch).
- La grande illusion. Journal secret du Brexit (2016–2020), Gallimard, Paris 2021, ISBN 978-2-07288-001-8 (französisch).